# Paracyclotosaurus
Paracyclotosaurus is een geslacht van uitgestorven temnospondyle amfibieën, dat op de huidige salamander zou lijken, maar veel groter, tot tweehonderddertig centimeter lang. Het leefde in het Midden-Trias, ongeveer 235 miljoen jaar geleden en fossielen zijn gevonden in Australië, India en Zuid-Afrika. Hoewel ze op droog land konden leven, bracht Paracyclotosaurus waarschijnlijk de meeste tijd in water door. Ze hadden afgeplatte lichamen en langwerpige hoofden, bijna zestig centimeter lang, die vaag leken op die van moderne krokodillen. Paracyclotosaurus davidi, de typesoort, leefde gedurende het Midden-Trias (235 miljoen jaar geleden) in de waterrijke gebieden (ondiepe wateren, moerassen en kustlandschappen) van het hedendaagse Queensland en New South Wales. 

## Beschrijving
Het typesoort P. davidi is alleen bekend van één compleet exemplaar dat uit Australië is teruggevonden. Het werd ontdekt door mijnwerkers in een steengroeve in St. Peters in Sydney in New South Wales. Een ontdekking uit 1910 was van een groot ijzersteen knobbeltje in de Ashfield Shale, die het bijna complete skelet bevatte. De reconstructie werd voltooid in juli 1914 en werd aanvankelijk bepaald nauw verwant te zijn aan Cyclotosaurus. Het oorspronkelijke bot van het P. davidi holotype-exemplaar was in zeer slechte staat, maar nadat het bot uit de harde ijzersteenmatrix was verwijderd, werden afgietsels gemaakt van de matrixvorm en werd een vorm gemaakt van die afgietsels. Afgietsels van het oorspronkelijke bot vertonen behoorlijk wat details. P. davidi is vernoemd naar Sir Edgeworth David, de man die zorgde voor het Natural History Museum om het exemplaar te verkrijgen.
Het skelet van P. davidi was gearticuleerd en compleet, maar de schedel en onderkaken waren enigszins vervormd. De wijze van bevestiging van het hoofd aan de wervelkolom is moeilijk te bepalen, en sommige botten waren gebroken en misvormd vóór de begraving. Deze fracturen liggen allemaal in hetzelfde gebied, dat van het achterste deel van het hoofd, de onderkaken en het sleutelbeen.
Deze breuken en de verplaatsingen die daaruit voortvloeien, liggen bijna volledig in het gebied achter de ogen. Ze kunnen worden geïnterpreteerd als het resultaat van een enkele zware slag, omdat het drie horizontale vellen bot brak - het schedeldak, verhemelte en het sleutelbeen - elk bijna twee centimeter dik. Deze botten waren omgeven en wijd gescheiden door zachte weefsels. Een klap moet zijn geleverd door een massief cilindrisch lichaam, zoals een boomstam van de oever, die over het dier valt en het naar de bodem van het meer drukt.
Vanwege de ongewoon volledig bekende structuur kan P. davidi nauwkeurig worden beschreven. De kleine vervorming van het hoofd kan over het hoofd worden gezien en het volledige behoud van schedel en kaken bepaalt zijn vorm zeker op een lengte van zestig centimeter. De rechterhoek van het hoofd is in wezen onvervormd en laat zien dat de schedel op zijn grootste punt bijna exact even hoog is als de onderkaak. Evenzo is de symfyse van de onderkaak dezelfde hoogte als de schedel erboven. Daarom was de kop op zijn hoogste punt in wezen ovaal van doorsnede, tweeëntwintig centimeter hoog en vierenveertig centimeter breed. Het neusgat, de oogkas en het trommelvlies zijn allemaal naar boven gericht, maar het is moeilijk te bepalen of het oog boven het hoofd kan worden geprojecteerd om een horizontaal beeld te geven, vergelijkbaar met een kikker.
De eerste rib is kort, maar de tweede, die zich in een ongestoorde positie bevindt, impliceert een lichaamsbreedte van ten minste vijfendertig centimeter. De schoudergordel is een stijve structuur, de membraanbotten liggen in de huid met een maximale breedte van vierenveertig centimeter op een punt iets achter de onderkaken. De sleutelbeenderen worden omgekeerd zodat ze naar binnen neigen en een minimale breedte van drieëntwintig centimeter hebben. De maximale breedte van het lichaam op de schouder was ongeveer drieënvijftig centimeter. De voorpoten zouden in een rustpositie een totale breedte tussen de middelvingers van de naar voren gerichte handen van zevenentachtig centimeter geven. De afstand van de sacrale wervel achter de schedel is honderdvijftien centimeter. Het lichaam heeft dus een minimale hoogte van zestien centimeter en een breedte van meer dan twintig centimeter. De staart is ongeveer vijftig centimeter lang en is waarschijnlijk zijdelings afgeplat. De totale lengte van het dier is ongeveer tweehonderdvijfentwintig centimeter.

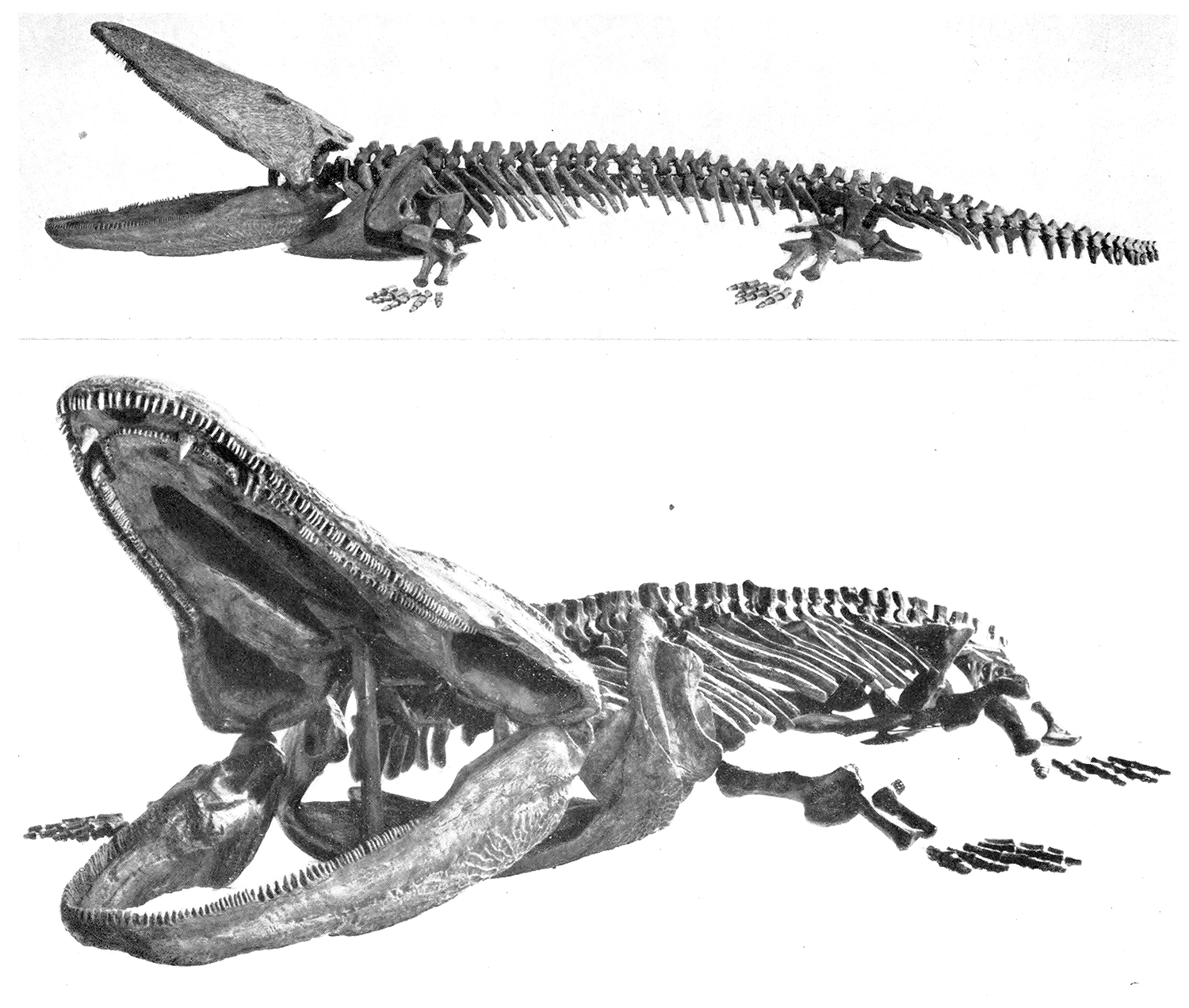
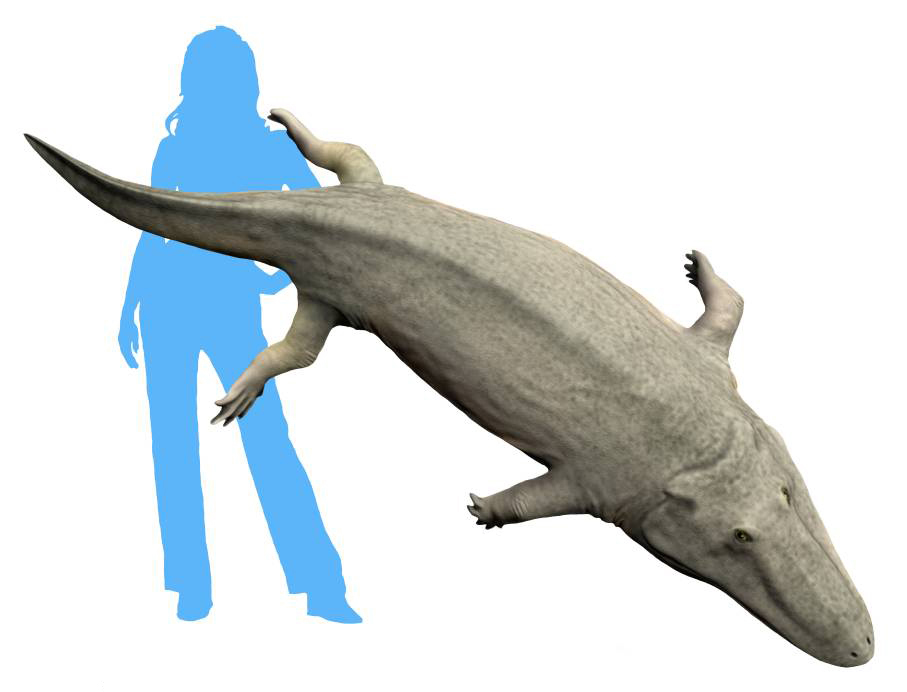
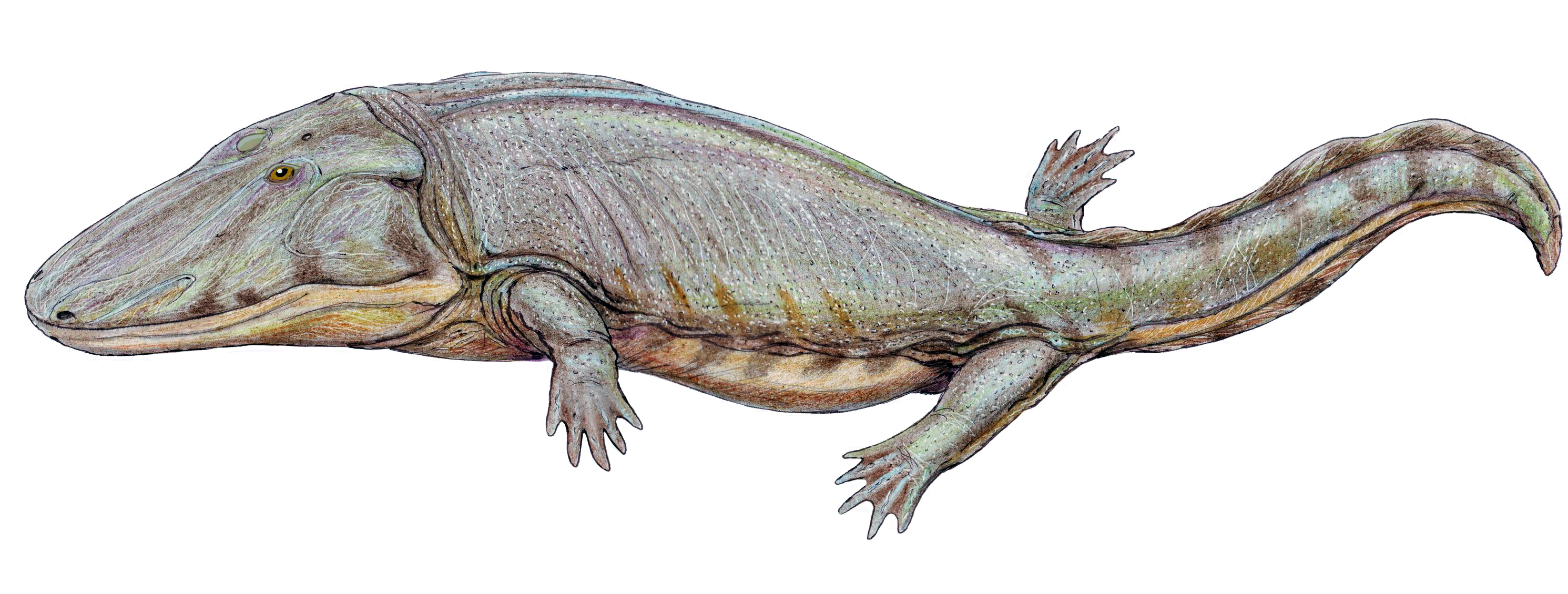

## Paleobiologie
Op het land kon het enigszins lopen, waardoor een spoor iets minder dan een meter breed werd en een pas van ongeveer twintig centimeter. Aangezien de afzonderlijke afdrukken van de goed bewaarde voorvoet ongeveer honderd vierkante centimeter zouden zijn, zou het spoor bestaan uit twee stroken voorvoetafdrukken, met vergelijkbare achtervoetsporen net binnen hen, en met een brede strook lichaamsafdrukken. In water is het waarschijnlijk dat weinig, maar de uiteinden van de vingers en tenen indrukken zouden maken in de modder, die van het lichaam zouden waarschijnlijk niet worden gezien. De korte staart kon enig nut hebben gehad bij het zwemmen, hoewel waarschijnlijk onvoldoende voor eventuele snelle bewegingen.

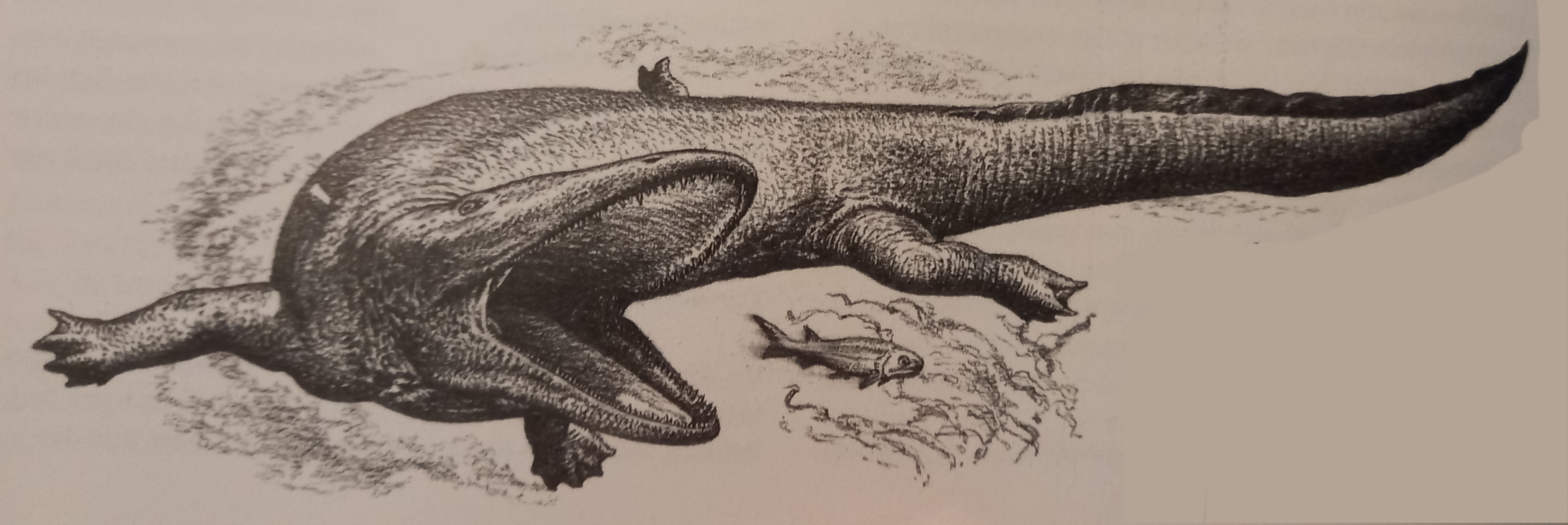
Paracyclotosaurus tekening uit 1994

P. davidi had een zwak gebit. De enige tanden die in het lichaam van een in de mond gegrepen dier konden worden gedreven, zijn die op de vomers en palatines en deze staan heel weinig boven de maxillaire tanden, een dicht bij elkaar geplaatste rij zonder enige punten. Het is zeer waarschijnlijk dat het wezen zijn voedsel heeft gevangen zoals de levende reuzensalamander zou doen - door te wachten tot de prooi in de buurt kwam, vervolgens zijn enorme bek snel opendoen en doorslikken. Het meest waarschijnlijke voedsel zou kleine vissen zijn, tot ongeveer vijftien centimeter lang, die in scholen zwommen. Vissen zoals Promecosomina, een Holostei, werden overvloedig  begraven gevonden met Paracyclotosaurus.
Paracyclosaurus was een viseter, die misschien op de prooi loerde, net onder het wateroppervlak. Toen een nietsvermoedende vis binnen het bereik van zijn kaken kwam, hief Paracyclotosaurus zijn enorme kop op, zijn bek wijd open en de vis werd naar binnen gezogen. Moderne roofdieren, zoals krokodillen, gebruiken deze techniek om een deel van hun prooi te vangen.
Hoe het dier ademde is onzeker. Het kan op dezelfde manier hebben geademd als het gigantische salamandergeslacht Andrias, door de mondbodem te bewegen door spieren die aan de hyoïd en vertakte bogen zijn bevestigd. De ribben omringen het bovenste deel van het lichaam en articuleren met de wervelkolom door een breed en in wezen tweekoppig bovenste uiteinde, schuin bevestigd aan de wervelkolom. Ze zouden vermoedelijk op een in wezen zoogdierlijke manier kunnen worden gebruikt om te ademen, hoewel de stijfheid van de schoudergordel beperkte ribbeweging kan hebben. Omdat het dier zich waarschijnlijk net zo langzaam bewoog als een reuzensalamander en de snelheid van zijn zuurstofverbruik zeer laag was, heeft het buccale epitheel mogelijk een efficiënt punt voor de introductie van zuurstof in het lichaam. De huid van het ventrale oppervlak is dik en het is onwaarschijnlijk dat de huid van het dier als geheel een belangrijk ademhalingsoppervlak is.

## Vondsten
Fossiele resten zijn gevonden in Australië, India en Zuid-Afrika. 